# Борис Гамалія
Бори́с Гамалі́я (нар. 18 грудня 1930, Сен-Луї — 30 червня 2019) — реюньйонський поет, літературознавець, лінгвіст, фольклорист, громадський діяч. Писав французькою мовою.

## Життєпис
Батько поета був українцем, мати — реюньйонською креолкою.
Змолоду брав участь у визвольній боротьбі, зазнав репресій від французької колоніальної адміністрації: був висланий за межі острова на 12 років. Входив до центрального комітету комуністичної партії Реюньйону.
Автор кількох поетичних збірок.
Вірші Бориса Гамалії друкувалися українською (переклад Віктора Коптілова) в часописі «Всесвіт» (1981) та антології «Поезія Африки» (1983).
У 2012 році Борис Гамалія та його дружина переїхали з Реюньйону до своїх дітей, які мешкають у Франції, Барбізон.